# Chavençon
Chavençon é uma comuna francesa na região administrativa de Altos da França, no departamento de Oise. Estende-se por uma área de 5,76 km². Em 2010 a comuna tinha 178 habitantes (densidade: 30,9 hab./km²).